# لکوان (کوثر)
لکوان یک روستا در ایران است که در دهستان سنجبد جنوبی واقع شده‌است. لکوان ۷۴ نفر جمعیت دارد.